# Форчела (Асколи Пичено)
Форчела (итал. Forcella) насеље је у Италији у округу Асколи Пичено, региону Марке.
Према процени из 2011. у насељу је живело 24 становника. Насеље се налази на надморској висини од 468 м.